# Distrito de Mitooma
El distrito de Mitooma es uno de los ciento once distritos que conforman la actual división territorial de la República de Uganda.

## Localización
Mitooma se encuentra bordeado por el distrito de Rukungiri por el sur y suroeste, al sureste limita con el distrito de Ntungamo, al este con el distrito de Sheema y al norte y al noreste comparte fronteras con el distrito de Bushenyi.

## Población
El distrito de Mitooma cuenta con una población total de 38.976 habitantes según las cifras suministradas por el censo llevado a cabo durante el año 2002.